# Henk Heyerick
Henk Heyerick (Waregem, 28 januari 1975) is een Belgische politicus voor CD&V en was 6 jaar burgemeester van Zulte tot 2012.

## Biografie
Na zijn humaniora behaalde hij aan de Universiteit Gent het diploma van licentiaat in de politieke, sociale en bestuurswetenschappen.
Hij werd in 1995 gemeenteraadslid van Zulte. In 2001 werd hij provincieraadslid van de provincie Oost-Vlaanderen. Hij werd burgemeester van Zulte in 2007.
Als burgemeester was hij bevoegd voor algemeen beleid en personeel, politie, brandweer en veiligheid, ruimtelijke ordening en stedenbouw, openbare werken en patrimonium, informatie, communicatie en ICT, KMO en lokale economie.
Op 1 januari 2013 moest hij zijn burgemeesterssjerp afstaan aan de nieuwe coalitie van Open Zulte, Gezond Verstand Zulte en N-VA Zulte die de gemeente zal besturen tot de volgende verkiezingen.